# CSD Independiente del Valle
Club Social y Deportivo Independiente del Valle is een professionele voetbalclub uit Sangolquí, Ecuador, die in 1958 werd opgericht onder de naam Club Social y Deportivo Independiente José Terán.  De club kwam tot 2009 uit in de lagere klassen van het Ecuadoraanse voetbal. In 2009 promoveerde de club naar de Serie A en ging het verder onder de naam Club Social y Deportivo Independiente del Valle. De club bereikte in 2016 de CONMEBOL Libertadores-finale. In 2019 won de club voor de eerste keer de CONMEBOL Sudamericana. In 2021 werd de Serie A gewonnen. In 2022 werd opnieuw de CONMEBOL Sudamericana gewonnen. In 2023 werd voor de eerste keer de CONMEBOL Recopa gewonnen, nadat er over twee wedstrijden door middel van een strafschoppenreeks werd gewonnen van CONMEBOL Libertadores-winnaar Flamengo.

## Erelijst

### Nationaal
- Serie A: 2021
- Copa Ecuador: 2022
- Supercopa Ecuador: 2023
- Serie B: 2009
- Segunda Categoría: 2007

### Continentaal
- CONMEBOL Sudamericana: 2019, 2022
- CONMEBOL Recopa: 2023

## Stadion
Independiente del Valle speelde haar thuiswedstrijden in het Estadio Municipal General Rumiñahui in Sangolquí. Dit stadion bood plaats aan 8.000 toeschouwers en werd geopend in 1941. In maart 2021 opende het Estadio Banco Guayaquil haar deuren en biedt plaats aan 12.000 toeschouwers.

## Bekende (oud-)spelers
- Jonathan González
- Cristian Ramírez
- Júnior Sornoza
- Moisés Caicedo
- Kendry Páez

América de Quito · 
Aucas ·
Barcelona ·
Delfín ·
Deportivo Cuenca ·
Deportivo Macará ·
Fuerza Amarilla · 
Guayaquil City · 
Mushuc Runa	· 
El Nacional · 
Emelec ·
Independiente del Valle ·
Olmedo · 
LDU Quito ·
Técnico Universitario ·
Universidad Católica